# Rhein II
Rhein II è una fotografia scattata dall'artista tedesco Andreas Gursky nel 1999. Nel 2011 una stampa è stata venduta all'asta per $4,3 milioni (€3,1 milioni) diventando la fotografia più costosa mai venduta.

## Descrizione
L'opera è la seconda fotografia di un set di sei che ritraggono il fiume Reno. Nell'immagine il Reno scorre orizzontale, tra due campi verdi, sotto ad un cielo coperto. L'immagine è stata modificata digitalmente: sono stati eliminati dei dettagli come fabbriche e persone con dei cani. Gursky ha prodotto una stampa cromogenica molto grande, l'ha posta su un vetro acrilico e poi l'ha incorniciata. L'immagine misura 190 cm x 360 cm, mentre la cornice misura 210 cm x 380 cm. La stampa era stata inizialmente acquisita dalla Galleria d'arte Sprüth Magers di Colonia e successivamente comprata da un anonimo collezionista tedesco che l'ha rivenduta all'asta al Christie's di New York l'8 novembre 2011 per $4.338.500. L'identità del compratore non è stata rivelata.